# منظمة القنصل
منظمة القنصل ( OC ) كانت منظمة إرهابية قومية متطرفة ومعادية للسامية ومعادية للشيوعية نشطت في ألمانيا من 1920 إلى 1922. تم تشكيلها من قبل أعضاء مشاة البحرية إيرهاردت، و فريكوربس الوحدة التي حلت بعد انقلاب كاب الفاشل للإطاحة بجمهورية فايمار في مارس 1920. كانت مسؤولة عن اغتيال وزير المالية للجمهورية ماتياس ارزبيرجر في 26 أغسطس 1921 ووزير الخارجية الألماني اليهودي فالثر راتيناو في 24 يونيو 1922. ردا على اغتيال راتيناو، تم سن «قانون حماية الجمهورية» من قبل الرايخستاغ، مما أدى إلى حظر المنظمة في 21 يوليو 1922. اغتالت المنظمة 354 شخصًا على الأقل.

## أصول
تم إنشاء المنظمة في عام 1920 من قبل هيرمان إرهاردت وبعض أتباعه في مشاة البحرية إيرهاردت. كانوا يختبئون في بافاريا في أعقاب التفكيك القسري لمنظمات فرايكوربس بعد انقلاب كاب في مارس 1920. وقد شكل مقاتليه جمعية ضباط إيرهارت السابقين التي أصبحت آنذاك منظمة القنصل استخدم المؤسسون جهات اتصال فرايكوربس لتجنيد أعضاء في عشرات المدن والبلدات الصغيرة في جميع أنحاء ألمانيا. في النهاية، أصبحت هناك مناطق تشمل مساحات شاسعة من الأمة.  كانوا ناشطين بشكل خاص في برلين، حيث ارتكبت العديد من جرائمهم. كان لدى المنظمة حوالي 5000 فرد. 

## بيان المهمة
مقتطف:
" الأهداف الروحية:
زراعة ونشر الفكر القومي؛ الحرب ضد جميع القوميين والعالميين؛ الحرب ضد اليهود والديمقراطية الاجتماعية واليسار الراديكالي؛ إثارة الاضطرابات الداخلية من أجل تحقيق الإطاحة بدستور فايمار المعادي للقومية. . .
الأهداف المادية:
تنظيم الرجال العاقدة العزم. . . قوات الصدمة المحلية لتفريق الاجتماعات ذات الطبيعة المناهضة للقومية؛ صيانة الأسلحة والحفاظ على القدرة العسكرية؛ تعليم الشباب استخدام السلاح.
تنويه:
فقط هؤلاء الرجال الذين لديهم عزم، والذين يقدمون الطاعة دون قيد أو شرط . . . سيتم قبوله. . . . المنظمة هي منظمة سرية. " 

## ضحايا
قُتل ما لا يقل عن 354 شخصًا لأسباب سياسية، بين 1919 و1922.  بعض الضحايا البارزين كانوا على النحو التالي:
- هانز باسشي - ضابط بحري متقاعد، داعية سلام. أطلق عليه الرصاص أمام أولاده في مزرعته في والدفريدن، 21 مايو 1920. [6]
- ماتياس ارزبيرجر - سياسي. اغتيل على يد هاينريش شولتز وهينريش تيليسن، 26 أغسطس 1921. استُهدف إيرزبيرجر لأنه وقع الهدنة عام 1918. [7]
- كارل جاريس - سياسي في الحزب الديمقراطي الاجتماعي المستقل في ألمانيا. قتل. [8]
- فيليب شيدمان - سياسي. تم الاعتداء عليه بحمض البروسيك في عينيه، لكنه نجا في الغالب دون أن يصاب بأذى.
- ماري ساندماير - الخادمة التي أبلغت عن مخبأ أسلحة غير قانوني. قتلت على يد شفيغارت وغيرهم. [9]
- فالتر راتيناو - سياسي. اغتيل على يد إرنست فيرنر تيكو وإروين كيرن وهيرمان فيشر. 24 يونيو 1922 [10]

## ما بعد
بعد مقتل Rathenau، أصبح المنظمة رابطة الفايكنغ. كانت مرتبطًة باتحاد أوليمبيا الرياضي ( Sportverein Olympia ) 